# Michelle Raven

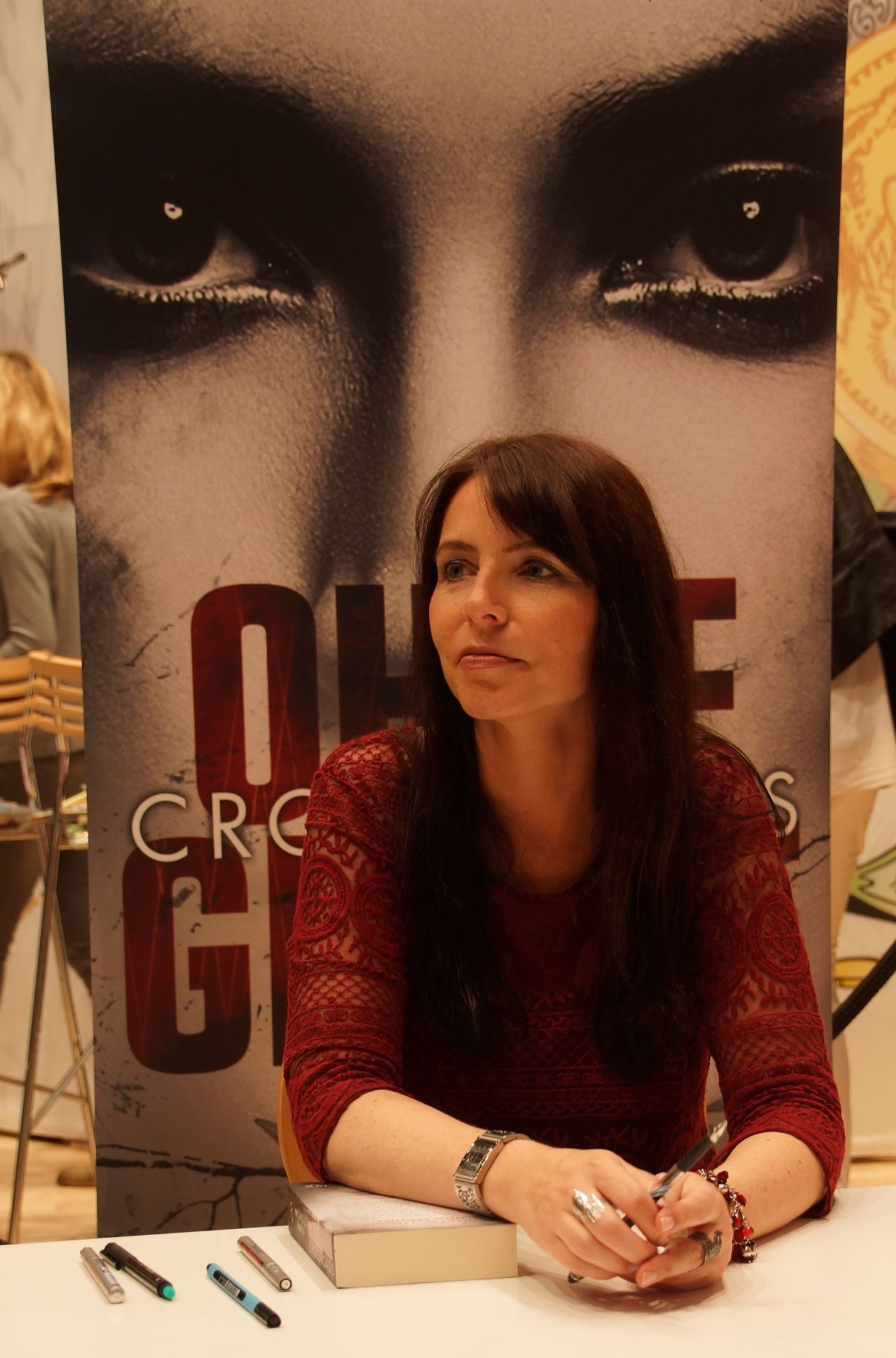
Michelle Raven auf der Frankfurter Buchmesse 2014

Michelle Raven (* 1972 in Hannover als Michaela Rabe) ist eine deutsche Schriftstellerin, Übersetzerin und Bibliothekarin. Sie veröffentlicht ihre Bücher hauptsächlich unter Pseudonymen, vor allem unter Michelle Raven. Weitere Pseudonyme sind Sara Forster, Liv Sievers und Hailey R. Cross.

## Leben
Rabe studierte Bibliothekswissenschaft und arbeitete nach erfolgreichem Abschluss zwischen 1998 und 2001 als Diplom-Bibliothekarin in Hannover. Von 2001 bis 2008 leitete sie zwei Institutsbibliotheken der Universität Köln. Nach einem Aufenthalt in Washington, D.C. ließ sich Rabe wieder in Niedersachsen nieder. 2003 wurde Rabe Mitglied der DeLiA – Vereinigung deutschsprachiger Liebesroman-Autoren und -Autorinnen. Derzeit (2013) lebt Rabe zusammen mit ihrem Ehemann in Niedersachsen und betreut zwei Museumsbibliotheken.

## Ehrungen
- 2008 DeLiA Literaturpreis für den Thriller Perfektion.[1]

## Werke (Auswahl)
Ghostwalker-Reihe
1. Die Spur der Katze. Roman. Egmont Verlag, Köln 2009, ISBN 978-3-8025-8222-6.
2. Pfad der Träume. Roman. Egmont Verlag, Köln 2010, ISBN 978-3-8025-8225-7.
3. Auf lautlosen Schwingen. Roman. Egmont Verlag, Köln 2010, ISBN 978-3-8025-8370-4.
4. Fluch der Wahrheit. Roman. Egmont Verlag, Köln 2011, ISBN 978-3-8025-8370-4.
5. Ruf der Erinnerung. Roman. Egmont Verlag, Köln 2011, ISBN 978-3-8025-8508-1.
6. Tag der Rache. Roman. Egmont Verlag, Köln 2012, ISBN 978-3-8025-8509-8.

Hunter-Reihe
1. Canyon der Gefühle. Roman. Bertelsmann Club, Gütersloh 2002. Neuauflage:  Vertraute Gefahr. Egmont Verlag, Köln 2011, ISBN 978-3-8025-8371-1.
2. Riskante Nähe. Roman. Bertelsmann Club, Gütersloh 2003. Neuauflage: Egmont Verlag, Köln 2011, ISBN 978-3-8025-8372-8.
3. Gefährliche Vergangenheit. Roman. Weltbild, Augsburg, 2008. Neuauflage: Egmont Verlag, Köln 2012, ISBN 978-3-8025-8599-9.
4. Trügerisches Spiel. Roman. Egmont Verlag, Köln 2012, ISBN 978-3-8025-8830-3.
5. Späte Vergeltung. Roman. Egmont Verlag, Köln 2013, ISBN 978-3-8025-8831-0.

Dyson-Duologie
1. Eine unheilvolle Begegnung. Roman. hdh, Erftstadt, 2004, ISBN 3-937670-04-1. Neuauflage: Egmont Verlag, Köln 2013, ISBN 978-3-8025-8832-7.
2. Abgründe des Verlangens. Roman. Bertelsmann Club, Gütersloh 2005.

TURT/LE-Reihe
1. Gefährlicher Einsatz. Roman. Egmont Verlag, Köln 2012, ISBN 978-3-8025-8791-7.
2. Riskantes Manöver. Roman. Egmont Verlag, Köln 2013, ISBN 978-3-8025-8894-5.
3. Geheime Mission. Roman. Egmont Verlag, Köln 2014, ISBN 978-3-8025-9233-1.

Sonstiges
- Perfektion. Thriller. Verlag Frebold & Fischer, Köln 2007, ISBN 978-3-939674-11-5.